# Raión de Kamianské
Raión de Kamianské (en ucraniano: Кам'янський район) es un raión o distrito de Ucrania en el óblast de Dnipropetrovsk. La capital es la ciudad de Kamianské.
Comprende una superficie de 4803,4 km².

## Demografía
Según estimación 2020 contaba con una población total de 434898 habitantes.

## Otros datos
El código KATOTTG es UA12040000000032213.